# Beata Kaczmarska
Beata Kaczmarska (ur. 5 lipca 1970 w Warszawie) – polska lekkoatletka specjalizująca się w chodzie sportowym.

## Osiągnięcia
Startowała na igrzyskach olimpijskich w 1992 w Barcelonie, gdzie w chodzie na 10 kilometrów zajęła 17. miejsce. Takie samo miejsce uzyskała na tym dystansie podczas Pucharu Świata w chodach rozegranego w Monterrey w 1993, a w Pucharze Świata w 1995 w Pekinie zajęła w tej konkurencji 79. miejsce. Na halowych mistrzostwach Europy w 1992 w Genui w chodzie na 3000 metrów weszła do finału, w którym zajęła 11. miejsce.
Była halową mistrzynią Polski w 1992 w chodzie na 3000 m oraz wicemistrzynią na tym dystansie w 1991 i 1993, a także czterokrotną wicemistrzynią Polski na świeżym powietrzu w chodzie na 5000 metrów w 1991 i w chodzie na 10 kilometrów w 1990, 1992 i 1993 oraz brązową medalistką w chodzie na 5000 metrów w 1990. Reprezentowała klub Skra Warszawa.

## Rekordy życiowe
Rekordy życiowe:
- chód na 5000 metrów (bieżnia) – 22:27,73
- chód na 5 kilometrów (szosa) – 22:24,19
- chód na 10 kilometrów (szosa) – 44:30,0